# Bándi Mihály
Bándi Mihály (Küküllővár, 1689. – Hátszeg, 1721 után) református lelkész.

## Élete
Nagyenyeden tanult, de a II. Rákóczi Ferenc vezette szabadságharc hullámai elűzték az iskolától. Nyolc évig volt a nagyváradi Inczédy Pál árváinak nevelője, akikkel Brassóban és Szebenben lakva, a német nyelvet megtanulta. Ez követően 1716 áprilisáig Barcsay Ábrahám udvari papja volt. A béke helyreálltával meglátogatta a leideni egyetemet, ahol 1718–1721-ig tartózkodott és Pápai Páriz Imrével együtt élvezték a holland rendek által 1715-ben két nagyenyedi kollégiumbeli tanuló számára alapított ösztöndíjat.
Innen hazakerülve Hátszegen, Hunyad megyében lett lelkész, ahol a magyarul nem tudóknak románul prédikált. Korabeli források szerint fiatalon halt meg.

## Művei
- Üdvözlő latin verset írt Pápai Páriz Imréhez, mely annak Disputatio theol. de angelo című munkájával együtt jelent meg 1719-ben.

Önálló munkái:
- Szent-Irásból lerajzoltatott igaz kereszténység czimere. Hely nélkül, 1708. (Németből fordította Szebenben és Brassóban tartózkodása alatt.)
- Bujdosók vezére. Leiden, 1718. és Kolozsvár, 1769. (Imádságos könyv.)
- Köz példa. Melybe bétekintvén az emberi nemnek változandóságát megszemlélte… néhai Bartsai Ábrahám urnak és Makrai István uramnak példájokban tisztességtételekre a vajda-hunyadi templomban gyülekezett balotti pompa előtt. Előljáró megszólítás. 1716. sz. György hava 26 Kolozsvár, 1721. (Vásárhelyi Mihály: Örökemlékezetű igaz című halotti prédikációjával együtt).